# Forsthaus Hohenroth

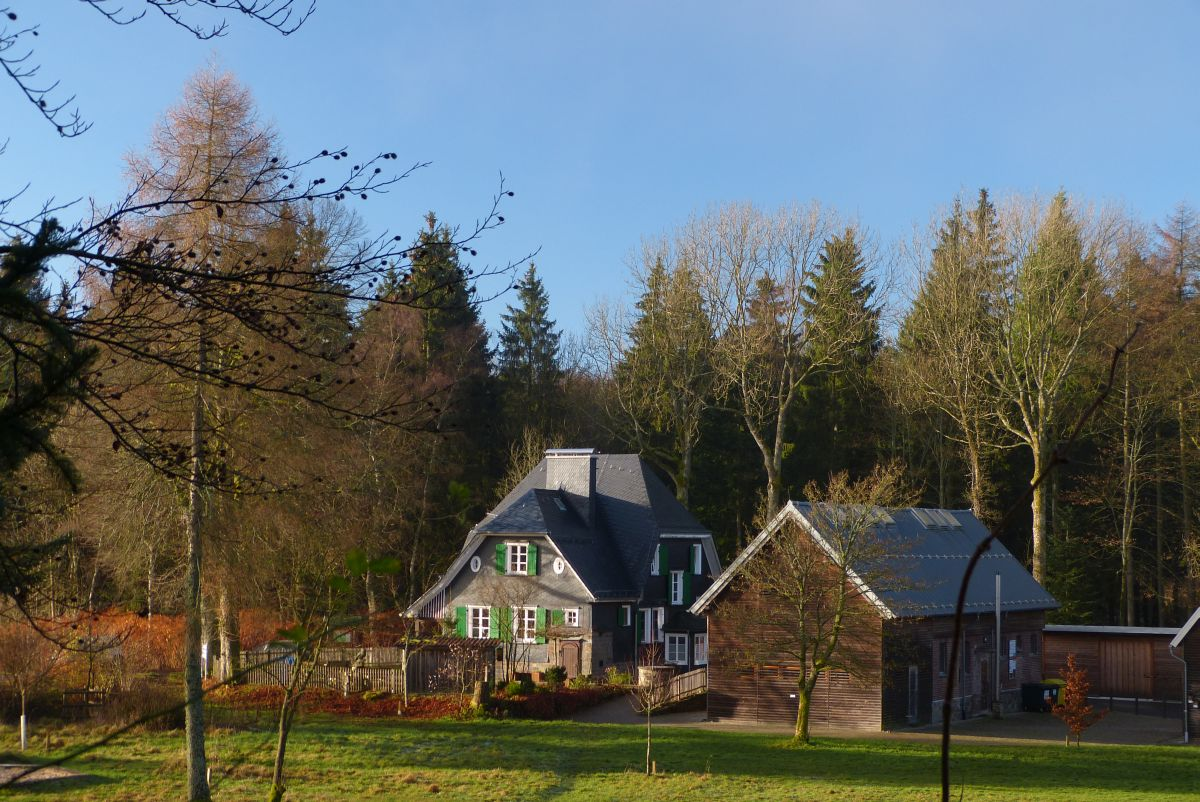
Forsthaus Hohenroth nahe Netphen mit angrenzendem Waldinformationszentrum

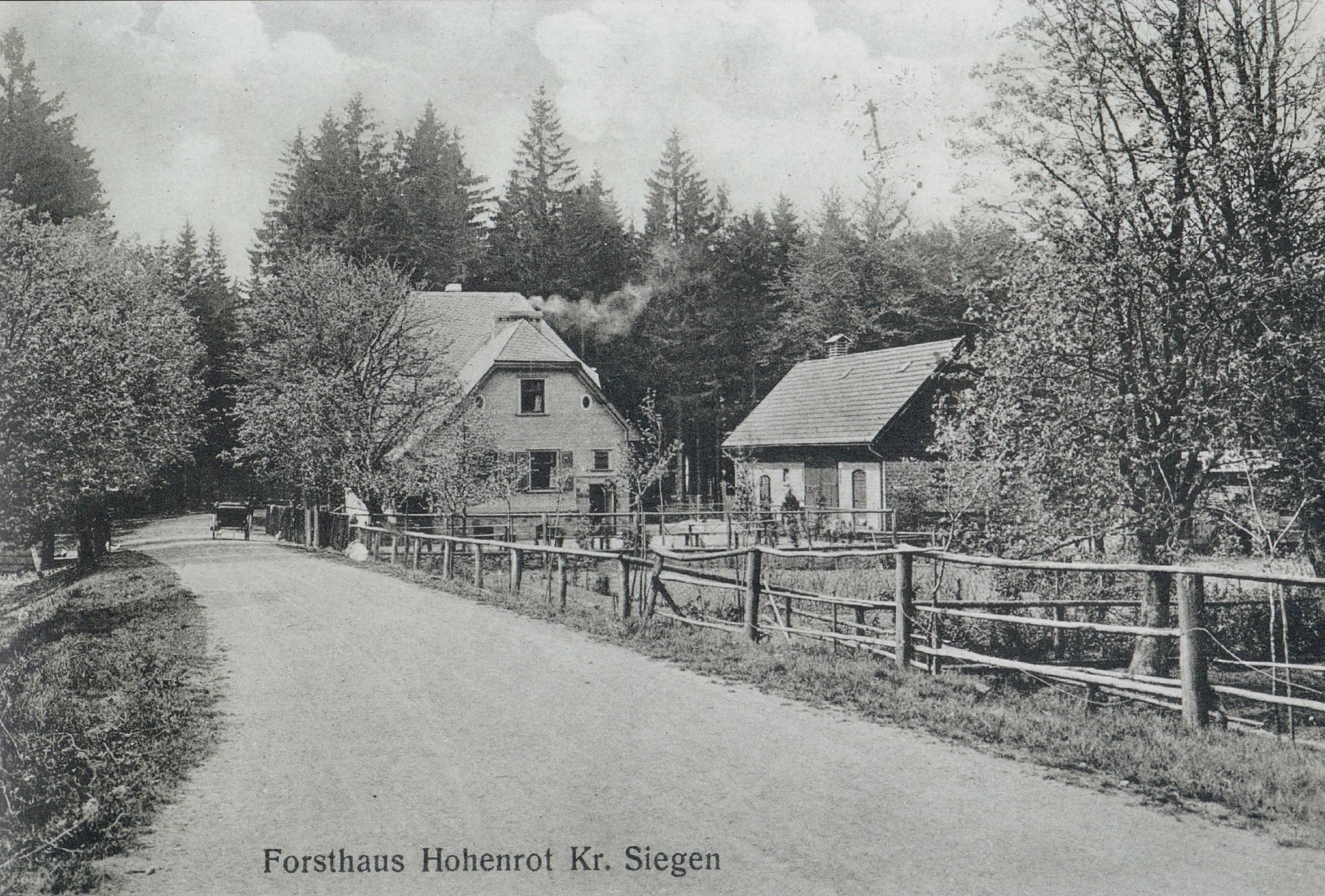
Forsthaus Hohenroth um 1910, zum Zeitpunkt des Neubaus.

Das Forsthaus Hohenroth ist ein altes und ehemaliges Forsthaus im Stadtgebiet von Netphen im nordrhein-westfälischen Kreis Siegen-Wittgenstein. Im Rothaargebirge am Westrand des Naturraums Eder-Lahnkopf-Rücken stehend dient es als Gasthaus (Café Waldland) und Waldinformationszentrum Forsthaus Hohenroth und ist beliebtes Ausflugsziel. Zudem ist es das höchstgelegene bewohnte Haus im Siegerland. Sehenswürdigkeiten sind zum Beispiel ein Rotwildgehege, ein Kyrillpfad und ein Bodenlehrpfad.

## Geographische Lage
Das Forsthaus steht im Süden des Rothaargebirges nahe der Eisenstraße des Rothaargebirges, die unter anderem Teil der Landesstraße 722 ist, sowie direkt an einer ehemaligen Kohlenstraße, welche die Eisenstraße dort kreuzt. Im Naturpark Sauerland-Rothaargebirge befindet es sich in der Gemarkung Obernau direkt an der Grenze zur Gemarkung Nauholz zwischen einer 638,7 m hohen Stelle im Osten und einer 637,2 m ü. NHN hohen Stelle im Westen etwas unterhalb der auf der Deutschen Grundkarte ersichtlichen 637,5-m-Höhenlinie. Die Landschaft am Forsthaus ist geprägt von Wald.
Die nächstgelegenen Ortschaften sind etwa 4 bis 5 Kilometer (km; jeweils Luftlinie) entfernt. Dies sind Lützel, etwa 4 km nordwestlich, Walpersdorf, 3,5 km südöstlich, Benfe, etwa 2,9 km ostsüdöstlich und Sohlbach, etwa 2,8 km nordwestlich. Als einziges der vier genannten Dörfer gehört Benfe nicht zu Netphen bzw. Hilchenbach, sondern zu Erndtebrück.
Nahe dem Forsthaus entspringen die Bäche Benfe im Osten, Nauholzbach im Südsüdosten, Obernau im Westen und Netphe im Nordwesten; in der näheren Umgebung befinden sich etwa in Nordwest-Südost-Richtung betrachtet die Ederquelle, die Siegquelle und die Lahnquelle. Wenige Kilometer nordnordwestlich steht der Aussichtsturm Gillerturm, und westlich befindet sich die Wallburg Alte Burg.
Etwa 1150 m nordöstlich des Forsthauses liegt am quellnahen Oberlauf der Eder der geographische Mittelpunkt des Kreises Siegen-Wittgenstein.

## Klima
Das Klima ist aufgrund der Höhe über dem Meeresspiegel rau und relativ kühl. Die Temperaturen steigen im Sommer kaum über 25 °C an, in den Wintermonaten dagegen sind Temperaturen von unter −20 °C keine Seltenheit. Der Winter kann dabei bis zu einem halben Jahr andauern. Mit durchschnittlich 1.350 mm Niederschlag und knapp 200 Nebeltagen pro Jahr ist das Klima sehr niederschlagsreich, was die Arbeit der Förster damals sehr erschwerte. Alten Informationen und Sagen zufolge gab es früher Sommertage, an denen es ganztägig nebelig blieb, und sehr harte Winter mit −30 °C und mehr als einem Meter Schnee.

## Geschichte
1854 wurde eine Bebauung des Forsthauses erwähnt (damals wurde ein Forsthaus – Königliche Revierförsterei – mit Stallgebäude gebaut), ehe es 1910 wegen Baufälligkeit in eine neue Försterei umgebaut wurde. Obwohl das abseitig in Wald stehende Forsthaus nur schwer zu erreichen war, war es dennoch in den Jahren 1930 bis 1970 beliebter Ort, da eine kleine Gaststätte betrieben wurde. Händler, Fuhrleute, Holzhauer sowie Reisende kehrten dort ein. Erst 1946 bekam Hohenroth einen Stromanschluss. Bis heute (2014) lernten acht Försterfamilien das Forsthaus Hohenroth kennen.
Heute wird die alte Försterei als „Waldinformationszentrum“ genutzt. Dabei wird es vom Verein „Waldland Hohenroth“ und dem Forstamt Hilchenbach unterstützt. Den Besuchern werden dabei in wechselnden Ausstellungen zahlreiche Informationen über Rodung von Holz und über die Natur vorgestellt. Direkt nebenan ist das „Café Hohenroth“ im Forsthaus Hohenroth. 

## Sehenswürdigkeiten

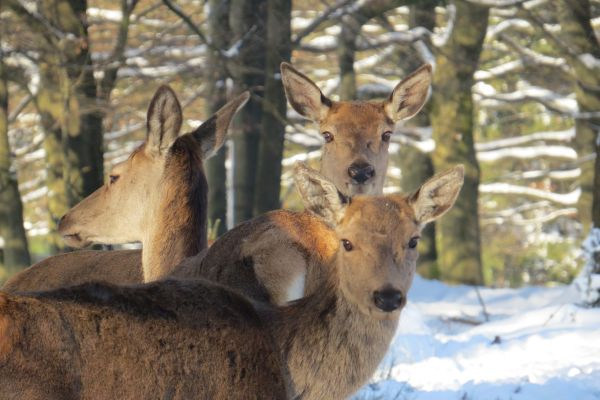
Rotwild im Rotwildgehege (Januar 2016)

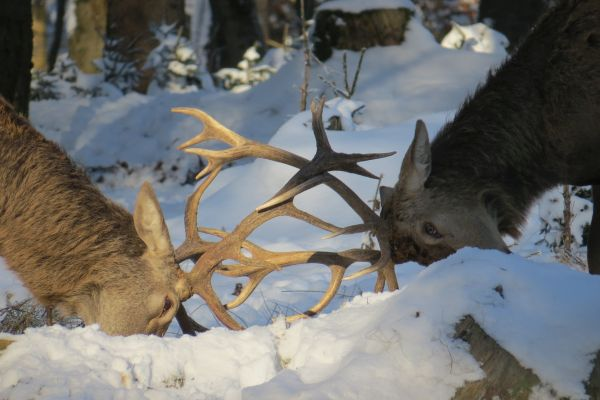
Hirsche im Rotwildgehege (Januar 2016)

### Rotwildgehege
Das Rotwildgehege wurde im Jahre 2005 durch das Regionalforstamt Siegen-Wittgenstein errichtet. Im Herbst 2005 wurden dann 13 weibliche und 3 männliche Tiere mit unterschiedlichen Herkünften angekauft. Seitdem wechselt der Bestand von Jahr zu Jahr, da zum Zwecke der Blutauffrischung An- und Verkäufe getätigt werden müssen. Seit 2011 leben neben dem Rotwild auch noch einige Vertreter des seltenen Mesopotamischen Damwilds im Gehege.
Das Gehege ist etwa 50 ha groß, von einem 2,8 km langen Zaun umgeben und liegt auf 620 und 650 m Höhe. Für Besucher wurde nahe dem Forsthaus eine barrierefrei zu erreichende Aussichtsplattform erbaut, welche die Möglichkeit geben soll die Tiere zu beobachten. Da im Gehege unter anderem die Quelle der Netphe liegt, haben die Tiere immer genug Wasser.

### Kyrillpfad
Der Kyrillpfad liegt im Mittel etwa 1050 m ostnordöstlich des Forsthauses. Nach dem Orkan Kyrill wurde eine etwa 2,5 ha große Waldfläche nicht wieder aufgeforstet und umgefallene Bäume liegen gelassen. Durch sie wurde ein Weg geschlagen und mit kleinen Übersteigen, Infotafeln sowie kleinen Tafeln mit Sprüchen bekannter Autoren und einer Aussichtsplattform versehen.

### Bodenlehrpfad
Der Bodenlehrpfad ist ein etwa 5 km langer Rundweg um das Forsthaus Hohenroth. Er entstand in Zusammenarbeit von Landesbetrieb Geologischer Dienst NRW und Regionalforstamt Siegen-Wittgenstein. Entlang des Pfades werden durch Aufgrabungen aufgeschlossene repräsentative Böden der Region gezeigt und anhand von Schautafeln anschaulich erläutert.

### Weiteres
Weitere Sehenswürdigkeiten der näheren Umgebung sind unter anderem der Tannenpfad und der Seelenpfad, die Ginko-Allee, der 5,5 Kilometer lange Waldlandweg sowie der Walderlebnispfad an der Siegquelle.

## Trivia
Der 30. Band der regionalen Krimi-Reihe Tristan Irle (Nachtfrost) spielt am Forsthaus Hohenroth.